# Shea Holbrook
Shea Holbrook (nacida el 10 de abril de 1990) es una piloto de carreras, empresaria y portavoz profesional estadounidense . Actualmente, se encuentra retirada de la competición formando una familia.
Trabajando con Denise Mueller-Korenek, Holbrook condujo un dragster que respaldaba el récord mundial de velocidad terrestre en bicicleta en Salar de Bonneville en 2018. Las dos circularon a un promedio de 183.932 mph (296.010 km/h) . Denise Mueller-Korenek estableció el récord mundial.

## Primeros años de vida
Holbrook se crio en Groveland, Florida . Se graduó de la Universidad de Florida Central en 2012 y obtuvo una licenciatura en ciencias de la comunicación con especialización en marketing.
Creció siendo una esquiadora acuática  clasificada a nivel nacional. A una edad temprana, sintió mucha atracción por los deportes de agua y también aprendió a volar el avión de su padre; sin embargo, nunca tomó oficialmente ninguna lección ni obtuvo la licencia de piloto privado. Una buscadora de adrenalina, Holbrook no estaba del todo satisfecha hasta que se introdujo en las carreras de autos.

## Carreras
Holbrook comenzó su carrera profesional en carreras con el Sports Car Club of America en 2010. Se convirtió en la primera mujer en ganar el Gran Premio de Long Beach en un auto de turismo durante la temporada 2011 del Pirelli World Challenge, y es una de las cuatro únicas mujeres en ganar en la pista. Holbrook dice que se interesó en las carreras después de asistir a Richard Petty's Driving Experience .
Holbrook tomó parte por primera vez en el automovilismo internacional al clasificarse para la Serie W 2019, un campeonato de Fórmula 3 para mujeres. Una de las dos estadounidenses en una serie con sede en Europa (junto con Sabré Cook ), luchó  por mantener el ritmo y, a menudo, se encontró rezagada con la inexperta canadiense Megan Gilkes,  destacada por clasificarse a 8 segundos del tiempo de la pole en la ronda de apertura del Hockenheimring . Terminó el campeonato en el puesto 18 y como la única piloto que ha disputado todas las carreras sin sumar puntos, siendo el puesto 12 en Zolder su mejor resultado.

## Otro
En 2016, Holbrook era la conductora del vehículo cortaviento cuando Denise Mueller-Korenek estableció el récord mundial femenino de velocidad  en bicicleta  con una velocidad oficial de 237,7kmph en el Salar de Bonneville  de Utah; ninguna mujer había intentado la marca antes. Mueller-Korenek es la poseedora oficial del récord, y Holbrook solo figura en los artículos como piloto de apoyo. Holbrook volvió a emparejarse con Mueller-Korenek en 2018 para romper el récord mundial de bicicleta tras vehículo, alcanzando una velocidad de 183,9 mph (296 km/h) .

## Negocio
Holbrook participa en muchos aspectos de los deportes de motor y las industrias automotrices, incluidos los discursos públicos principales y los paneles, la televisión, los programas de mercadeo y experiencias automotrices, el entrenamiento de conductores profesionales, la hospitalidad y la gestión de mercadeo. Las empresas con las que ha desarrollado programas y ha trabajado incluyen, Cadillac, Jaguar, Mercedes AMG, Performance Racing Industry, SEMA, Women in Automotive, Sports Car Club of America 's Track Night in America, CBS Sports Network y Wall Street Journal, entre otras. .

## Logros
- 2017: En dos ocasiones quedó entre las primeras 5 clasificadas en la serie Lamborghini Super Trofeo de América del Norte
- 2017 – Diez primeras clasificadas en el Pirelli World Challenge Touring Car Championship
- 2016 – Cinco primeras clasificadas en el Campeonato Mundial de Turismos Pirelli World Challenge
- 2015 - Tres primeras clasificadas en el Campeonato IHRA Jet Dragster
- 2014 – Segundo lugar en el Campeonato Pirelli World Challenge Touring Car A
- 2014 - Beneficiaria de la Beca Podium del Proyecto de Fundaciones Deportivas para Mujeres
- 2013 – 7° puesto en el Campeonato Mundial de Turismos B de Pirelli World Challenge
- 2012 – 4° puesto en el Campeonato Mundial de Turismos Pirelli World Challenge
- 2012: Shea recibió el "Living Legend Honoree Award" por sus esfuerzos dentro y fuera de la pista, y fue honrada en "Mujeres en los deportes de motor", SuperCars Super Show Exhibit y apareció en Teen Vogue y Jalopnik.
- 2012: Shea se convirtió en miembro de la iniciativa de mujeres empoderadas TRUECar Racing Women
- 2011 - Primer lugar en el Toyota Grand Prix of Long Beach Pirelli World Challenge Touring Car: primera mujer piloto en ganar una carrera de Touring Car
- 2010: primer año profesional de carreras, ocupando el sexto lugar en el campeonato SCCA Pro Racing World Challenge Touring Car Championships
- 2009 – Campeón SCCA de la región de Florida Central para H1
- 2009 – Récord de pista 1:30.027 en West Palm International Raceway clase P2
- 2008 – Women in the Winners Circle (Lyn St. James Foundation) recibió la beca Cooper Tire & Rubber Company
- 2008 - 25 horas de ThunderHill 2008, equipo DivaSpeed, sexto en clase, 31 en general de 68
- 2008 - Primera suplente femenina para la Copa VW Jetta TDI 2008
- 2007 – Premio Sobre Rodas Talento del Año (otro ganador Helio Castroneves )

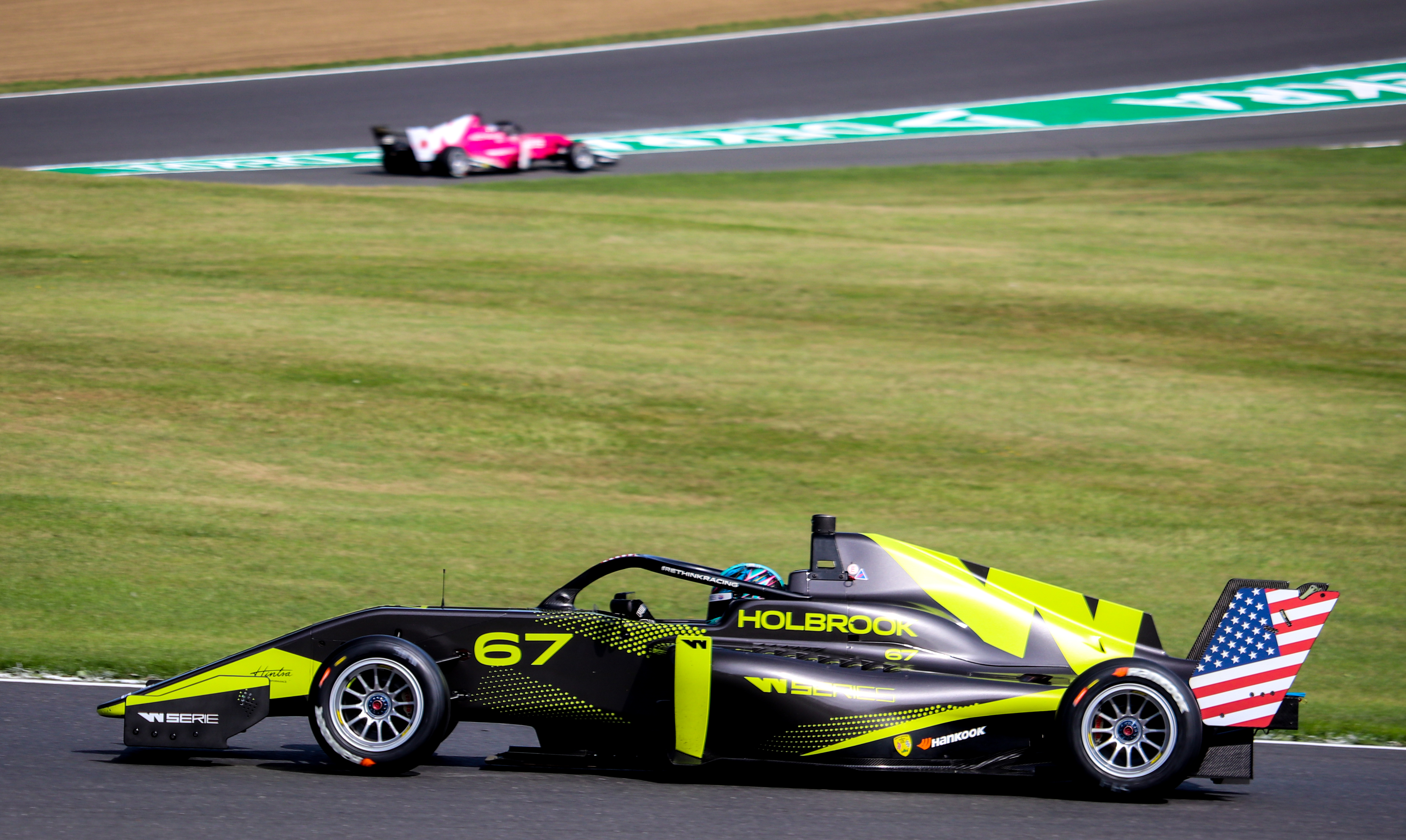
Holbrook en la ronda Brands Hatch de la Serie W 2019

### Resultados completos de la Serie W
( tecla ) (Carreras en negrita indican la pole position) (Carreras en cursiva indican la vuelta más rápida)
| Año  | Equipo    | 1      | 2      | 3      | 4      | 5      | 6      | DC | Puntos |
| ---- | --------- | ------ | ------ | ------ | ------ | ------ | ------ | -- | ------ |
| 2019 | Hitech GP | HOC 16 | ZOL 12 | MIS 16 | NOR 15 | ASS 16 | BRH 17 | 18 | 0      |